# Dienis Mieńszow
Dienis Nikołajewicz Mieńszow (ros. Денис Николаевич Меньшов; ur. 25 stycznia 1978 w Orle) – rosyjski kolarz szosowy, były zawodnik grupy UCI ProTour Team Katusha, zwycięzca Giro d’Italia oraz dwukrotny triumfator Vuelta a España (2005 i 2007).
Mieńszow to zawodnik, który bardzo dobrze radził sobie w górach oraz podczas jazdy indywidualnej na czas.

## Kariera zawodowa
Obok zainteresowania pływaniem, piłką nożną i narciarstwem biegowym, Mieńszow obudził w sobie zapał do kolarstwa. Impulsem do tego były relacje telewizyjne z wyścigów na zachodzie, w których najbardziej podziwiał Miguela Induraina. Jego pierwszym dużym sukcesem było mistrzostwo Rosji juniorów w jeździe na czas. W wieku 17 lat wstąpił do klubu CSKA Moskwa, gdzie znalazły się dla niego dobre warunki do treningów.
W Samarze znalazł Mieńszow małą lokalną grupę kolarską (należącą do trzeciej dywizji), sponsorowaną przez producenta samochodów Łada, co pozwoliło mu na udział w zagranicznych imprezach. Startował w wielu wyścigach na zachodzie, szczególnie w Belgii, Francji i Hiszpanii, gdzie zwrócił na niego uwagę Francis Lafargue, dyrektor sportowy teamu iBanesto.

### Banesto
Rosjanin przeszedł na zawodowstwo w 2000 roku. Pod skrzydłami hiszpańskiej ekipy wygrał w 2001 roku wyścig Tour de l’Avenir. W następnym roku podczas Dauphiné Libéré zwyciężył na etapie prowadzącym na legendarne Mont Ventoux. W sezonie 2003 Mieńszow po raz trzeci wystartował w Wielkiej Pętli. Dał się poznać jako solidny zawodnik i zajął 11. miejsce. Ukoronowaniem występu we Francji było zdobycie koszulki najlepszego młodzieżowca wyścigu.
Ostatni sezon w Banesto (w 2004 roku pod nazwą Illes Baleares – Banesto) zapisał się także bardzo dobrze w jego kolarskim CV. Wygrał wyścig Dookoła Kraju Basków, dystansując takich zawodników jak Iban Mayo czy Alejandro Valverde. Ściganie w Hiszpanii szło mu dobrze do końca roku – zwyciężył na jednym z etapów podczas wyścigu w Aragonii, zajął 2. miejsce w Vuelta a Burgos, a na 5. etapie Vuelta a España wpadł na metę jako pierwszy, o kilka sekund wyprzedzając rywali. Wyścigu nie ukończył, ale na hiszpańskie drogi miał zawitać jeszcze nie raz.

### Rabobank
Mieńszow podpisał dwuletni kontrakt z holenderską ekipą i został jej liderem. Początek sezonu nie zapowiadał się kolorowo – zajął 3. miejsce w Tour de Romandie, a podczas Tour de France nie mógł podjąć walki z powodu przeziębienia. Jesień okazała się dla niego o wiele bardziej owocna – w hiszpańskiej Vuelcie wygrał dwie czasówki, co pozwoliło mu na zdobycie prowadzenia w wyścigu. Zdołał je utrzymać do 15. etapu, kiedy to w górach zgubił go Roberto Heras. W końcowej klasyfikacji Rosjanin zajął 2. miejsce, wygrywając klasyfikację kombinowaną. Jednak już w październiku 2005 roku okazało się, że Heras stosował niedozwolone środki podczas 20. etapu (czasówki). Wykryta w jego organizmie erytropoetyna (w skrócie EPO) stała się podstawą do dyskwalifikacji Hiszpana. W ten sposób Dienis Mieńszow został zwycięzcą Grand Touru.
W 2006 roku przygotowywał się do Tour de France. Podczas wyścigu wygrał 11. etap, wyprzedzając na górskim sprincie Leviego Leipheimera i Floyda Landisa. W trzecim tygodniu nie był jednak w stanie utrzymać tak wysokiej dyspozycji i spadł w generalce z 3. na 6. miejsce. W końcowej klasyfikacji uplasował się na 5. miejscu.
Podczas Tour de France 2007 wycofał się na 17. etapie, dzień po tym jak jego zespołowy kolega Michael Rasmussen został z wyścigu wyrzucony za rozmijanie się z kontrolami antydopingowymi. Jesienią Mieńszow postawił sobie za cel hiszpańską Vueltę. Udało mu się go osiągnąć, dzięki wygranej na górskim etapie i dominacji w drugiej połowie wyścigu. Ponownie wygrał także klasyfikację kombinowaną, a pełnię triumfu uzupełniła koszulka najlepszego górala.
W sezonie 2008 rozpoczął ściganie od 5. miejsca we Włoszech. Później skoncentrował się na Tour de France, który ukończył na 4. pozycji. Po dyskwalifikacji trzeciego Bernharda Kohla nie został przesunięty na podium, najniższy jego stopień pozostał pusty.
W 2009 roku wygrał Giro d’Italia, triumfując na 5. i 12. etapie. Mimo kraksy na finałowej czasówce w Rzymie zachował prowadzenie w wyścigu, pokonując o 41 sekund Włocha Danilo di Lucę.
Sezon 2010 Rosjanin podporządkował wyścigowi we Francji. Zajął trzecie miejsce, ustępując jedynie Alberto Contadorowi i Andy’emu Schleckowi. Jednak 6 lutego 2012 roku CAS zdyskwalifikował El Pistolero, co sprawiło, że zawodnik Rabobanku przesunął się na 2. pozycję.

### Geox-TMC
Pod koniec 2010 roku Mieńszow zmienił barwy, przechodząc do nowej ekipy. Geox-TMC, drużyna sponsorowana przez giganta obuwniczego, postawił na niego oraz zwycięzcę Tour de France 2008 – Carlosa Sastre. Mieńszow zajął 8. miejsce w Giro d’Italia – później siódme, po dyskwalifikacji Alberto Contadora.
Geox nie posiadał licencji ProTour, nie został także zaproszony na Tour de France. W tej sytuacji Rosjanin pojechał po raz kolejny Vueltę. Wywalczył piąte miejsce, pomagając Juanowi José Cobo w odniesieniu końcowego triumfu.

### Katusha
Mieńszow zasilił skład rosyjskiej grupy pod koniec 2011 roku. W 2013 roku zawodnik ogłosił zakończenie profesjonalnej kariery.

## Najważniejsze zwycięstwa i sukcesy
- 2000
  - 3. miejsce w Mistrzostwach Rosji w jeździe indywidualnej na czas
- 2001
  - 7. miejsce w Route du Sud
  - 1. miejsce w Tour de l’Avenir
- 2002
  - 1. miejsce na 2. etapie Dauphiné Libéré
- 2003
  - 3. miejsce na 5. etapie Dauphiné Libéré
  - 11. miejsce w Tour de France
    -  1. miejsce w klasyfikacji młodzieżowej

  - 1. w Clasica los Puertos
- 2004
  - 1. miejsce na 6. etapie Paryż-Nicea
  - 1. miejsce w wyścigu Dookoła Kraju Basków
    - 1. miejsce na 4. etapie

  - 2. miejsce w Vuelta a Aragon
    - 1. miejsce na 1. etapie

  - 2. miejsce w Vuelta a Burgos
  - 3. miejsce na 3. etapie Vuelta a España
  - 1. miejsce na 5. etapie Vuelta a España
- 2005
  - 3. miejsce w Tour de Romandie
  -  1. miejsce w Vuelta a España
    - 1. miejsce na 1. i 9. etapie (ITT)
- 2006
  - 1. miejsce na 4. etapie Dauphiné Libéré
  - 5. miejsce w Tour de France
    - 1. miejsce na 11. etapie
- 2007
  - 2. miejsce w Volta a Catalunya
    - 1. miejsce na 5. etapie
    -  1. miejsce w klasyfikacji punktowej

  - 4. miejsce w Dauphiné Libéré
  -  1. miejsce w Vuelta a España
    - 1. miejsce na 10. etapie
    - 2. miejsce na 9. etapie
    -  lider przez 13 etapów
    - 1. miejsce w klasyfikacji górskiej
- 2008
  - 4. miejsce w Tour de Romandie
  - 5. miejsce w Giro d’Italia
  - 4. miejsce w Tour de France
- 2009
  - 1. miejsce w Vuelta a Murcia
  -  1. miejsce w Giro d’Italia
    - 1. miejsce na 5. i 12. (ITT) etapie
    - 2. miejsce na 10. i 16. etapie
    - 3. miejsce na 17. i 19 etapie
    -  1. miejsce w klasyfikacji punktowej
    - lider wyścigu przez 10 etapów
- 2010
  - 2. miejsce w Vuelta a Murcia
  - 2. miejsce w Tour de Romandie (po dyskwalifikacji Alejandro Valverde)
  - 2. w Tour de France (po dyskwalifikacji Alberto Contadora
    - 2. miejsce na 14. etapie

  - 2. miejsce na 17. etapie Vuelta a España (ITT)
- 2011
  - 2. miejsce w Vuelta a Murcia
    - 1. miejsce na 2. etapie

  - 7. miejsce w Giro d’Italia
  - 5. miejsce w Vuelta a España
- 2012
  - 2. miejsce na 2. etapie Vuelta a Andalucía
  - 2. miejsce na 4. etapie Volta a Catalunya
  - 1. miejsce na 20. etapie Vuelta a España
- 2013
  - 4. miejsce w Volta ao Algarve

### Miejsca w Grand Tourach
| Grand Tour | 2001 | 2002 | 2003 | 2004 | 2005 | 2006 | 2007 | 2008 | 2009 | 2010 | 2011 |
| ---------- | ---- | ---- | ---- | ---- | ---- | ---- | ---- | ---- | ---- | ---- | ---- |
| Giro       | -    | -    | -    | -    | -    | -    | -    | 5    | 1    | -    | 7    |
| Tour       | 47   | 93   | 11   | DNF  | 85   | 5    | DNF  | 4    | 51   | 2    | -    |
| Vuelta     | -    | -    | -    | DNF  | 1    | DNF  | 1    | -    | -    | 41   | 5    |

DNF – (ang. didn't finish) – nie ukończył rywalizacji